# Corée du Nord aux Jeux olympiques d'hiver de 1964
La Corée du Nord participe aux Jeux olympiques d'hiver de 1964, organisés à Innsbruck en Autriche. Ce pays participe aux Jeux olympiques d'hiver pour la première fois de son histoire. La délégation nord-coréenne, formée de 13 athlètes (6 hommes et 7 femmes), obtient une médaille d'argent et se classe au treizième rang du tableau des médailles.

## Médaillés
| Médaille                           | Nom         | Discipline          | Épreuve             |
| ---------------------------------- | ----------- | ------------------- | ------------------- |
| Médaille d'argent, Jeux olympiques | Han Pil-hwa | Patinage de vitesse | 3 000 mètres femmes |

## Résultats

### Patinage de vitesse

#### Hommes
| Épreuve  | Athlète        | Course        | Course |
| Épreuve  | Athlète        | Temps         | Rang   |
| -------- | -------------- | ------------- | ------ |
| 500 m    | Ri Sung-ryool  | 43 s 0        | 30     |
| 500 m    | Kim Zin-hook   | 41 s 9        | 19     |
| 1 500 m  | Kim Zin-hook   | 2 min 19 s 4  | 36     |
| 1 500 m  | Ri Sung-ryool  | 2 min 13 s 9  | 14     |
| 5 000 m  | Kim Choon-bong | 8 min 22 s 9  | 30     |
| 5 000 m  | Bak Sung-wun   | 8 min 20 s 2  | 28     |
| 10 000 m | Kim Choon-bong | 17 min 10 s 8 | 23     |

#### Femmes
| Épreuve | Athlète       | Course       | Course                             |
| Épreuve | Athlète       | Temps        | Rang                               |
| ------- | ------------- | ------------ | ---------------------------------- |
| 500 m   | Han Pil-hwa   | 58 s 5       | 28                                 |
| 500 m   | Ryoo Choon-za | 48 s 4       | 15                                 |
| 1 000 m | Ryoo Choon-za | 1 min 40 s 0 | 16                                 |
| 1 500 m | An Sen-za     | 2 min 44 s 7 | 30                                 |
| 1 500 m | Han Pil-hwa   | 2 min 30 s 1 | 9                                  |
| 1 500 m | Kim Song-soon | 2 min 27 s 7 | 4                                  |
| 3 000 m | Bak Wol-ja    | 5 min 30 s 8 | 13                                 |
| 3 000 m | Kim Song-soon | 5 min 25 s 9 | 7                                  |
| 3 000 m | Han Pil-hwa   | 5 min 18 s 5 | Médaille d'argent, Jeux olympiques |

### Ski de fond

#### Hommes
| Épreuve | Athlète       | Course            | Course |
| Épreuve | Athlète       | Temps             | Rang   |
| ------- | ------------- | ----------------- | ------ |
| 30 km   | Kim Ko-am     | 1 h 55 min 11 s 0 | 65     |
| 30 km   | Yang Duk-soon | 1 h 53 min 58 s 4 | 63     |

#### Femmes
| Épreuve | Athlète     | Course        | Course |
| Épreuve | Athlète     | Temps         | Rang   |
| ------- | ----------- | ------------- | ------ |
| 10 km   | Ri Han-soon | 53 min 21 s 8 | 33     |
| 10 km   | Kim Bong-za | 52 min 18 s 6 | 32     |